# James Taylor (Cricketspieler, 1990)
James William Arthur Taylor (* 6. Januar 1990 in Nottingham, Vereinigtes Königreich) ist ein ehemaliger englischer Cricketspieler, der zwischen 2011 und 2016 für die englische Nationalmannschaft spielte, bevor er aus gesundheitlichen Gründen zurücktreten musste.

## Kindheit und Ausbildung
Taylor war Teil der englischen U19-Nationalmannschaft und nahm mit ihr an der ICC U19-Cricket-Weltmeisterschaft 2008 teil.

## Aktive Karriere
Taylor begann seine Karriere in Shropshire, bevor er die Akademie von Worcestershire besuchte. Sein First-Class-Debüt folgte dann in der County Championship 2008 für Leicestershire. Schon in seiner zweiten Saison stach er heraus. Sein ODI-Debüt folgte im August 2011 in Irland. Jedoch konnte er sich zunächst nicht etablieren. Er übernahm in der Folge die Kapitänsrolle in der englischen A-Nationalmannschaft. In der Saison 2012 wechselte er zu Nottinghamshire und gab dann auch sein Test im August 2012 gegen Südafrika. Er erhielt daraufhin einen Platz im englischen Performance Programme, wurde jedoch zunächst nicht mehr im Nationalteam berücksichtigt. Ab der Saison 2014 übernahm er in Nottingham die Kapitänsrolle für das List-A-Team. Im Dezember 2014 kam er für die ODI-Serie in Sri Lanka wieder zurück ins Nationalteam und erzielte dort zwei Fifties (90 und 68 Runs). Er wurde daraufhin für den Cricket World Cup 2015 nominiert. In dessen Vorbereitung nahm er an einem Drei-Nationen-Turnier in Australien teil und erzielte dort gegen Indien zwei Fifties (56* und 82 Runs). Die Weltmeisterschaft begann er dann mit einem Half-Century über 98* Runs gegen Australien, was seine beste Leistung bei dem Turnier bleiben sollte. Im Sommer konnte er in der County Championship mit 297 Runs ein Double-Century für Nottingham erzielen, was ihn bei den Selektoren in den Fokus rückte. Sein erstes ODI-Century erfolgte im September 2015 gegen Australien, als ihm im dritten ODI 101 Runs aus 114 Bällen gelangen, wofür er als Spieler des Spiels ausgezeichnet wurde. Im November traf er mit dem Team auf Pakistan. Dort kehrte er mit einem Fifty über 76 Runs ins Test-Team zurück und konnte zwei weitere Half-Centuries (60 und 67* Runs) in den ODIs erreichen. Dem folgte eine Test-Serie in Südafrika, wo ihm ein weiteres Fifty (70 Runs) gelang. Die Serie sollte sein letzter Einsatz im Nationalteam sein. Im April wurde bekannt, dass er an einer arrhythmogenen rechtsventrikulären Kardiomyopathie litt, die ihn mit 26 Jahren zum sofortigen Rücktritt zwang.

## Nach der aktiven Karriere
Nach seiner Operation konnte er keinen Leistungssport mehr betreiben. Im Jahr 2018 wurde er als Selektor des englischen Teams berufen, einen Posten, den er bis 2022 bekleidete. In der Folge übernahm er Traineraufgaben für Leicestershire.